# Bardno
Bardno – przysiółek wsi Mańkowice w Polsce, położony w województwie opolskim, w powiecie nyskim, w gminie Łambinowice.
W latach 1975–1998 przysiółek administracyjnie należał do ówczesnego województwa opolskiego.
Przysiółek oddalony jest od Mańkowic około 1700 metrów na południowy zachód.